# Howick Group
Le Howick Group sono un gruppo di 19 isole continentali e coralline che si trovano nel mar dei Coralli circa 100 km a sud-est di Cape Melville lungo la costa settentrionale del Queensland, in Australia. Appartengono alla Local government area della Contea di Cook. Nove isole del gruppo costituiscono lo Howick Group National Park che copre una superficie di 7,76 km² ed è compreso nel parco della Grande barriera corallina.

## Le isole
Il gruppo di isole si trova a circa 130 km da Cooktown, a nord-ovest di Lizard Island, sulla parte orientale della penisola di Capo York.
Le nove isole che fanno parte dello Howick Group National Park sono:
- Beanley Island, che consiste in una sottile fila di isolette con un'area di 0,15 km² e un'altezza massima di 6 m[1] 14°25′56″S 144°53′09″E.
- Bewick Island, con un'area di 1,48 km²[1] 14°25′52″S 144°48′40″E.
- Combe Island, isola corallina con un'area di 0,03 km²[1] 14°24′02″S 144°54′07″E.
- Hampton Island, isola corallina con un'area di 0,18 km²[1] 14°33′39″S 144°53′15″E.
- Howick Island, l'isola maggiore che dà il nome al gruppo.
- Ingram Island, isola corallina con un'area di 0,11 km²[1] 14°25′01″S 144°52′49″E.
- Newton Island, isola continentale con un'area di 0,287 km²[1] 14°30′20″S 144°54′55″E.
- South Barrow Island, isola continentale con un'area di 0,03 km² e un'altezza di 35 m[1]; si trova vicino a Barrow Point assieme a North Barrow Island e sono le isole più occidentali del gruppo 14°20′45″S 144°39′08″E.
- Stapleton Island, isola corallina con un'area di 0,05 km²[1]; è l'isola più settentrionale  14°19′08″S 144°51′02″E.

Altre dieci isole non fanno parte dell'area protetta:
- Coquet Island, ha un'area di 0,4 km²[2] 14°32′24″S 144°59′38″E.
- Houghton Island, a sud di Howick Island; ha un'area di 0,73 km²[3] 14°31′30″S 144°58′22″E.
- Leggatt Island, ha un'area di 0,06 km²[4] 14°32′49″S 144°52′05″E.
- Morris Island, accostata a Sinclair Island, ha un'area di 0,02 km²[5] 14°33′14″S 144°54′25″E.
- Murdoch Island, ha un'area di 0,43 km²[6] 14°36′27″S 144°55′48″E.
- Noble Island, ha un'area di 0,3 km²[7] 14°30′14″S 144°45′57″E.
- North Barrow Island, ha un'area di 0,06 km²[8] 14°20′36″S 144°38′52″E.
- Sinclair Island, accostata a Morris Island, ha un'area di 0,02 km²[9] 14°33′10″S 144°54′14″E.
- Watson Island, ha un'area di 0,09 km²[10] 14°27′52″S 144°53′34″E.
- Wilson Rock, si trova a sud-ovest di Houghton Island.

## Toponimo
Il gruppo di isole è stato nominato dal tenente Charles Jeffreys (1782-1826), capitano della HMS Kangaroo, nel 1815, in onore di Charles Grey, I conte Grey e visconte di Howick (una contea del Northumberland).